# Glossari de termes futbolístics
El futbol és àmpliament considerat l'esport d'equip més popular del món, tant pel que fa al nombre d'aficionats que el practiquen com a les persones que hi participen com a espectadores. Per la seva popularitat, disposa d'un vocabulari molt extens, usat tant per tècnics esportius i jugadors com per periodistes d'esports i aficionats. Alguns termes futbolístics han estat fixats en català, d'altres amprats de l'anglès i, d'altres, distorsionats pel castellà.
| Índex A B C D E F G H I J K L M N O P Q R S T U V W X Y Z |

## 0-9
- 1-3-3-3
- 1-4-3-2
- 2-3-5
- 3-4-3
- 4-2-4
- 4-3-1-2
- 4-3-3
- 4-4-2
- 5-3-1-1
- 5-3-2

## A
- alineació
- aplegapilotes
- àrbitre | àrbitra
- àrea
- àrea de càstig
- àrea de córner
- àrea de meta
- àrea de penal
- àrea gran
- àrea petita
- àrea tècnica
- autopassada

## B
- banda
- banqueta
- blocatge

## C
- camp de joc
- capità | capitana
- central
- centrecampista
- cessió
- clàssic
- contraatac
- contrari -ària
- cop
- córner
- creuat -ada

## D
- d'esperó
- davanter | davantera
- de cap
- de sobrebot
- de taló
- de volea
- defensa
- derrota
- desempat
- desmarcatge
- driblar
- driblatge

## E
- eliminatòria
- empat
- empatar
- encaixar
- encreuament
- entrenador | entrenadora
- equip
- escapada
- esmorteïment
- esquivar
- estirada
- expulsar
- expulsió
- extrem

## F
- falta
- fer la tisora
- fer la traveta
- fer pressió
- finta
- fora de banda
- fora de joc
- futbol
- futbolista

## G
- genollera
- gespa
- gol
- golejada
- guant
- guanyar

## H
- hat-trick (o triplet)

## I
- intercepció
- interior
- internada
- internar-se

## J
- jugada

## L
- lateral
- línia central
- línia d'atac
- línia davantera
- línia de 5,5 m
- línia de 16,5 m
- línia de banda
- línia de defenses
- línia de dearcació
- línia de fons
- línia de fotògrafs
- línia de gol
- línia de jugadors
- línia de meta
- línia de mig camp
- línia de mitjos
- línia defensiva
- línia frontal de l'àrea de meta
- línia frontal de l'àrea de penal
- linier
- llançament
- llançar
- lliga
- lligams
- lliure

## M
- mà involuntària
- mans
- marcador
- marcador | marcadora
- marcar
- marcatge
- meta
- mig
- mig camp
- mig centre
- mig volant
- migcampista
- misto
- mitja part
- mitjapunta

## O
- obrir joc
- obrir línies
- obstrucció
- ofensiu -iva
- orsai (o fora de joc)

## P
- pal
- pal de la porteria
- parada
- parar
- paret
- part
- partit
- passada
- passar
- pegar
- penal
- penjar la pilota
- pentinar la pilota
- període
- permutació
- picar
- pilota
- pitxitxi
- pivot
- porta
- porter | portera
- porteria
- pressió
- pressionar
- primer pal
- pròrroga
- pujada
- punta
- puntada de peu

## Q
- quart àrbitre | quarta àrbitra

## R
- rabona
- rebot
- rebotar
- rebre
- rebuig
- rebutjar
- recepció
- refús
- refusar
- regateig
- regatejador | regatejadora
- regatejar
- rematada
- rematador | rematadora
- rematar
- replegament
- replegar-se
- represa del joc
- reserva
- retallada
- retallar
- rondo

## S
- salt anglès
- sanció
- sancionar
- segada
- segar
- segon pal
- servei
- servei d'honor
- servei de banda
- servei de centre
- servei de córner
- servei de falta
- servei de meta
- servei de porteria
- servei inicial
- servei neutral
- servir
- sorteig
- sortida
- sortir
- sotana
- substitució
- suplent

## T
- tac
- tàctica
- tallada
- tanca de seguretat
- tancar línies
- tanda de penals
- targeta
- targeta groga
- targeta vermella
- temps afegit
- temps de descompte
- temps reglamentari
- terreny de joc
- teva-meva
- tir
- tir a porteria
- tir de penal
- tir lliure
- tir ras
- tirar
- titular
- toc de pilota
- trajectòria de la pilota
- travesser
- trena
- triangulació
- triangular
- triplet (o hat-trick)
- túnel
- túnel de vestidors

## U
- un contra un

## V
- VAR
- vaselina
- victòria
- videoarbitratge
- volant
- volea

## X
- xarxa
- xilena
- xiular
- xiulet
- xut
- xut inicial
- xutador | xutadora
- xutar